# تيم دالي
تيم دالي (بالإنجليزية: Tim Daly)‏ مواليد 1 مارس 1956 في نيويورك، الولايات المتحدة، هو ممثل ومنتج أمريكي بدأ مسيرته الفنية سنة 1963. فاز بجائزة المسرح العالمي.

## الأعمال

### أفلام
- بسيك (2003)
- جاري توتورو (2005)
- سوبرمان/باتمان: أعداء الجميع (2009)

### مسلسلات
- أجنحة (1990) (بدور: جو مونتغومري هاكيت)
- سوبرمان (1996)
- مونك (2002)
- القاضية إيمي (2003) (بدور: مونتي فيشر)
- آل سوبرانو (2004)
- القانون والنظام: الوحدة الخاصة للضحايا (2007)
- غريز أناتومي (2007)
- هاواي فايف أو (2013) (بدور: راي)
- ذا ميندي بروجيكت (2014) (بدور: تشارلي لانغ)

## روابط خارجية
- تيم دالي على موقع IMDb (الإنجليزية)
- تيم دالي على موقع ألو سيني (الفرنسية)
- تيم دالي على موقع تيرنر كلاسيك موفيز (الإنجليزية)
- تيم دالي على موقع أول موفي (الإنجليزية)
- تيم دالي على موقع قاعدة بيانات برودواي على الإنترنت (الإنجليزية)
- تيم دالي على موقع قاعدة بيانات الأفلام السويدية (السويدية)
- تيم دالي على موقع إن إن دي بي (الإنجليزية)
- تيم دالي على موقع قاعدة بيانات الفيلم (الإنجليزية)
- تيم دالي على موقع كينوبويسك (الروسية)